# Backtrack (informatica)
BackTrack è stata una distribuzione derivata da Knoppix e poi da Ubuntu, raccogliendo strumenti da WHAX e dall'Auditor Security Collection. Fu distribuita come live DVD specificatamente per essere usata in ambiti di sicurezza informatica.
Il 22 gennaio 2013 venne annunciata la fine dello sviluppo a favore di Kali Linux.

## Storia
Il progetto BackTrack nacque nel 2004 da Mati Aharoni (Sviluppatore di WHAX) e da Max Moser (Sviluppatore di Auditor Security Collection). BackTrack fu ideato per soddisfare la necessità dei tester di sicurezza di avere un unico “portale” che concedesse l'accesso ai più usati software di sicurezza e di controllo delle reti.
BackTrack è disponibile sia come Live DVD che come Live USB, inoltre è possibile installarlo permanentemente sull'hard disk sia come S.O. primario sia in Dual Boot con un altro sistema operativo.
L'ultima versione open source distribuita fu la BackTrack 5 R3, del 13 agosto 2012, quest'ultima includeva circa 350 tool incentrati sulla sicurezza e si focalizzava principalmente sulla maggiore compatibilità/flessibilità hardware, correggendo inoltre alcuni bug delle versioni precedenti.
Dalla release 4 BackTrack, nome in codice "PwnSauce", lascia la sua base nativa Slax adottando come distribuzione base la struttura di Ubuntu 10.04 LTS (nome in codice: Lucid Lynx). Ciò avviene per trarre vantaggio dall'implementazione del gestore di pacchetti che, seppur opportunamente riadattato alle necessità, viene utilizzato per gestire gli aggiornamenti con l'obiettivo di acquistare maggiore stabilità e facilità di utilizzo per i propri utenti.

## Tool
Tra i software più noti contenuti in BackTrack vi sono:
- Metasploit integrazione.
- RFMON driver per le reti wireless.
- Kismet.
- AutoScan-Network.
- Nmap.
- Ettercap.
- Wireshark.
- Xplico.
- THC Hydra.
- Aircrack-ng.
- Ophcrack.

I tool di BackTrack si suddividono in 12 categorie:
- Information gathering.
- Vulnerability assessment.
- Exploitation tools.
- Privilege escalation.
- Maintaining access.
- Reverse engineering.
- RFID tools.
- Stress testing.
- Forensics.
- Reporting tools.
- Services.
- Miscellaneous.

La distribuzione include i tool fondamentali in ambito di sicurezza informatica: sono presenti programmi di port-scanning (NMAP), analisi di flussi TCP/IP/UDP (Wireshark) e tool per la verifica di reti senza fili (Aircrack-ng). BackTrack include anche alcuni programmi desktop quali Mozilla Firefox - in questo caso in una configurazione che strizza l'occhio alla navigazione sicura e anonima nella rete - ed è possibile aggiungerne degli altri tramite i repository proprietari come: Pidgin, K3b e VLC media player.
Il gestore dei pacchetti Synaptic, anche se derivato da quello di Ubuntu, era stato riscritto per rispondere alle particolari esigenze di questo sistema operativo.

## Versioni e date di distribuzione
Dalla prima versione stabile:
| Data             | Versione                               |
| ---------------- | -------------------------------------- |
| 5 febbraio 2006  | BackTrack 1.0 Beta                     |
| 26 maggio 2006   | Prima release di BackTrack 1.0         |
| 13 ottobre 2006  | BackTrack 2 Prima Beta                 |
| 19 novembre 2006 | BackTrack 2 Seconda Beta               |
| 6 marzo 2007     | BackTrack 2 Final                      |
| 17 dicembre 2007 | BackTrack 3 Beta                       |
| 19 giugno 2008   | BackTrack 3 Final                      |
| 11 febbraio 2009 | BackTrack 4 Beta                       |
| 19 giugno 2009   | BackTrack 4 Pre release                |
| 9 gennaio 2010   | BackTrack 4 Final (Kernel 2.6.30.9)    |
| 8 maggio 2010    | BackTrack 4 R1 Final                   |
| 22 novembre 2010 | BackTrack 4 R2 Final                   |
| 10 maggio 2011   | BackTrack 5 Final (Kernel 2.6.38)      |
| 18 agosto 2011   | BackTrack 5 R1 Final (Kernel 2.6.39.4) |
| 1º marzo 2012    | BackTrack 5 R2 Final (Kernel 3.2.6)    |
| 13 agosto 2012   | BackTrack 5 R3 Final (Kernel 3.2.6)    |

## BackTrack 5
Il nome in codice di BackTrack 5 è “Revolution” questo perché oltre ad implementare ben 60 nuovi tool, molti dei quali furono resi disponibili durante i ritrovi BlackHat e Defcon 2012 e molte novità (tra cui bug-fix e nuove librerie), è la prima versione che consente di usare le CPU con architettura a 64 bit e ARM, a differenza delle versioni precedenti in cui era d'obbligo l'uso di una CPU con architettura a 32 bit.

## Critiche
La versione BackTrack 2 generò diverse critiche dato che le suite di sicurezza non includevano i più popolari pacchetti come security scanner Nessus, a causa di problemi di licenze (Sostituito con la sua variante Open Source, Openvas) inoltre la versione precedente creò problemi con PostgreSQL in Fluxbox e alcuni programmi come Nessus e VMware non funzionarono correttamente. La versione BackTrack 5 è purtroppo ricca di bug ed è maggiormente utilizzata professionalmente come macchina virtuale che come OS indipendente.

## Progetti
La società Offensive Security organizza un corso di penetration testing denominato "Offensive Security Certified Professional" che ruotano attorno all'utilizzo della distribuzione Backtrack (ora Kali). Questi corsi insegnano, di fatto, i metodi utilizzati dagli hacker per testare la sicurezza delle infrastrutture informatiche.